# Seznam nosilcev zlate medalje za sodelovanje in prijateljstvo
Seznam nosilcev zlate medalje za sodelovanje in prijateljstvo.

## Seznam
(datum podelitve - ime)
- 17. januar 2001 - Elio Tagliaferri

- 26. september 2001 - Rok Cotticelli